# میهارا (اوساکا)

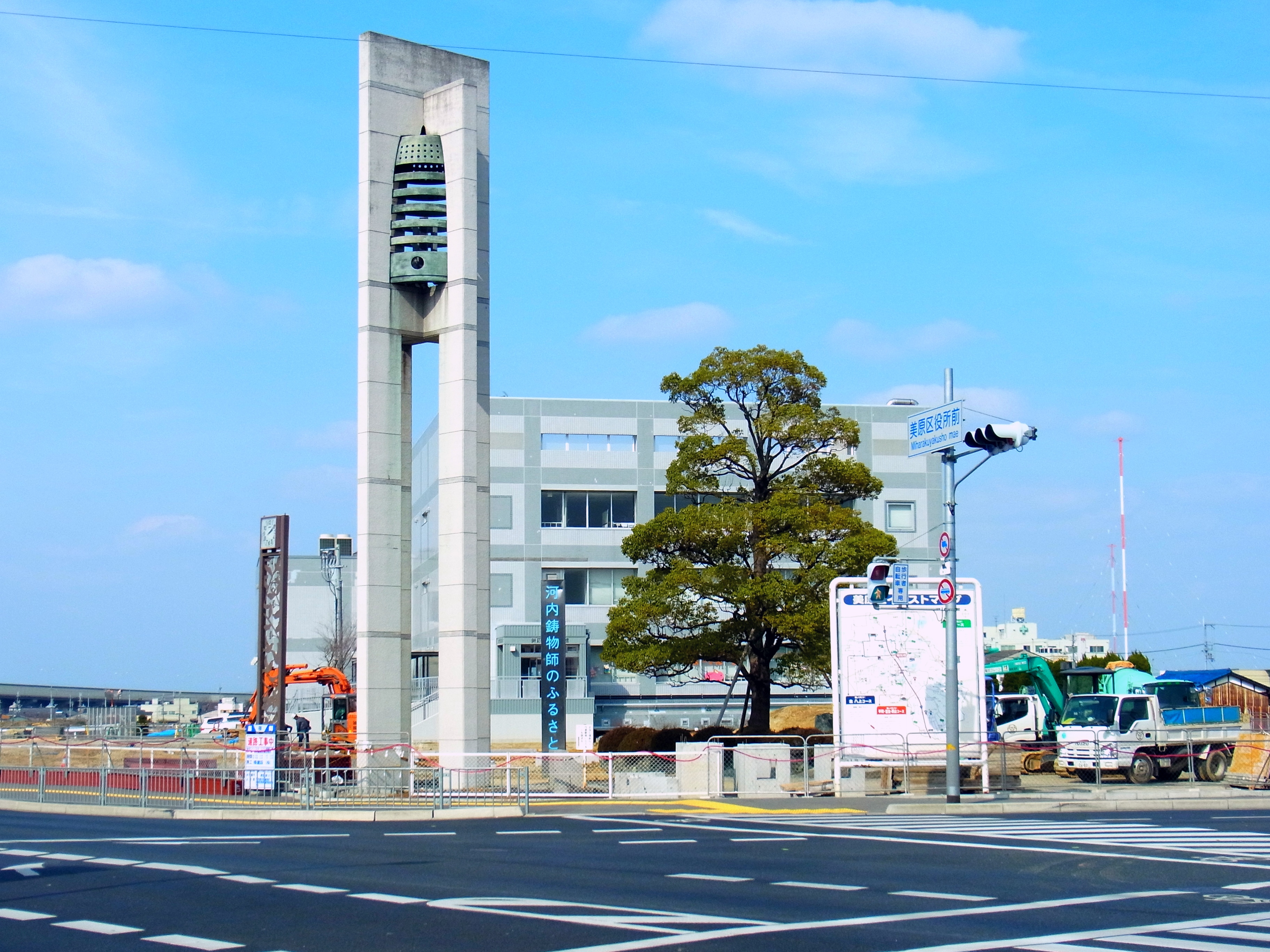
نمایی از یک‌تقاطع در شهرک میهارا، اوزاکا، ژاپن - ۲۰۱۲

میهارا، اوساکا (به ژاپنی: 長浜町 Nagahama-chō) یک شهرک واقع در بخش مینامی‌کاواچی، استان اوزاکا، ژاپن بود.
در سال ۲۰۰۳، جمعیت این شهر حدود ۳۸٬۹۵۶ و تراکم جمعیت ۲٬۹۵۱٫۲۱ نفر در هر کیلومتر مربع بود. مساحت کل ۱۳٫۲۰ کیلومتر مربع بود.
در تاریخ ۱ فوریه، ۲۰۰۵، میهارا در ساکای، اوزاکا ادغام شد.